# 舞原俊憲
舞原 俊憲（まいはら としのり、1942年6月15日 - ）は、日本の天文学者・宇宙物理学者。京都大学名誉教授。専門は赤外線天文学。

## 来歴・人物
岡山県出身。1965年京都大学理学部物理学科を卒業、1970年京都大学大学院理学研究科博士課程を修了。大学院時代は奥田治之に師事した。京大理学部物理学科宇宙線研究室助教授を経て、1999年京大大学院理学研究科宇宙物理学教室教授に就任。
趣味は囲碁。
舞原の天文学者としての業績を記念してエレノア・ヘリンによって発見された小惑星に舞原の名が付けられた。舞原の名が付いた小惑星については(5877) Toshimaiharaを参照。

## 研究分野
舞原の専門分野は天体物理学、とりわけ赤外線天文学だが、その中でも特に以下の分野の研究に力を注いでいる。
- 高赤方偏移天体の観測
- 銀河とクェーサーの生成進化
- 赤外線天文学における観測装置開発

高赤方偏移天体の観測及び銀河とクェーサーの生成進化の研究成果は2006年3月の京大における最終講義「私の宇宙研究：10の100乗年の中の35年」の中でも述べられている。また、観測装置の開発に関しては、京大発のベンチャー企業を中核とする口径3.8m新技術望遠鏡プロジェクトの開発責任者を務めている。